# Nesselrodové
Nesselrodové, německy von Nesselrode, je jméno šlechtického rodu ze Severního Porýní-Vestfálska. Svobodní páni z Nesselrode patří mezi starou šlechtu vévodství Berg, jehož některé z větví rodu žijí dodnes, např. dceřiná linie hrabat Droste zu Vischering von Nesselrode-Reichenstein.

## Nositelé jména
- Johann I. von Nesselrode (1489–1506)
- Anna von Nesselrode († 1559)

- Anna Catharina von Nesselrode

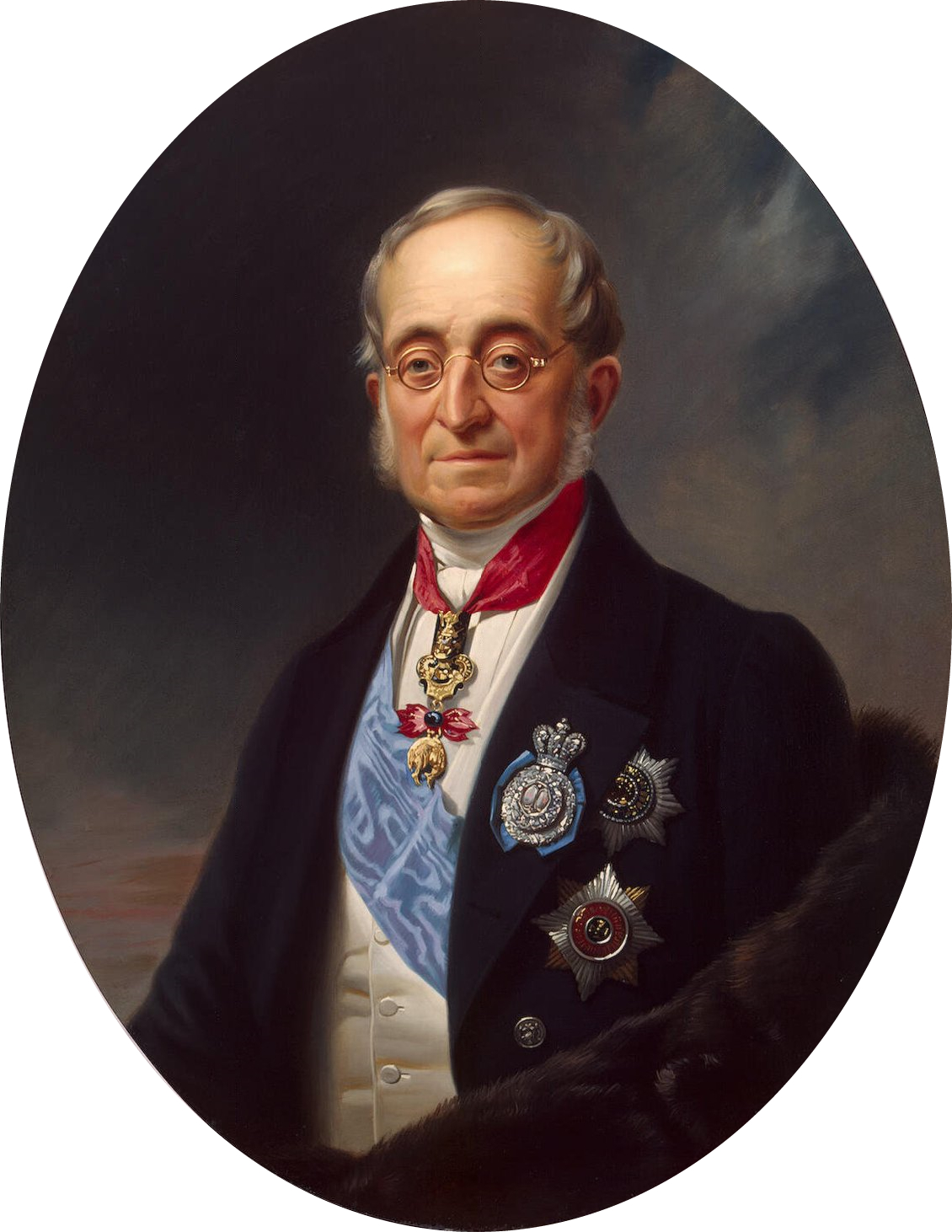
Karl Robert von Nesselrode
(1780-1862)

- Bertram von Nesselrode (1635-1707)
- Franz von Nesselrode-Reichenstein (1635-1707)
- Wilhelm Franz von Nesselrode († 1732), biskup
- Alfred von Nesselrode (1824–1867)
- Johann Franz Joseph von Nesselrode-Reichenstein (1755-1824)
- Johann Wilhelm von Nesselrode
- Karl Josef von Nesselrode-Reichenstein
- Karl Robert von Nesselrode (1780-1862)
- Maximilian von Nesselrode-Ehreshoven († 1898)
- Maximilian Friedrich von Nesselrode-Hugenpoet (1773-1851)
- Philipp Wilhelm von Nesselrode und Reichenstein (1678–1754)
- Werner von Nesselrode (1427–1431)
- Wilhelm von Nesselrode († 1471)
- Wilhelm II. von Nesselrode (1483-1483)